# Katzenelnbogen
Katzenelnbogen (en allemand : /kat͡sn̩ˈʔɛlnˌboːɡn̩/ ; en français : Catzenelleboggen) est une ville de l'arrondissement de Rhin-Lahn du Land de Rhénanie-Palatinat, en Allemagne.
D'après le Konversations-Lexikon de Joseph Meyer, le nom Katzenelnbogen dériverait de Cattimelibocus, formé sur le nom de la tribu germanique des Chattes et de Melibocus, un toponyme romain désignant le massif du Harz. L'étymologie populaire lui donne la signification de « coude du chat », d'après Katze « chat » et Ellenbogen « coude. »

## Le comté de Katzenelnbogen

Blason d'Eberhard VI de Katznellenbogen

Le bourg tire son origine d'un château, construit vers 1095 sur un promontoire dominant la Lahn. Les seigneurs du lieu prirent vite de l'importance et contrôlèrent les très lucratifs droits de douane sur le Rhin. Devenus comtes de Katzenelnbogen, ils construisirent les fameux châteaux de Neukatzenelnbogen (le Katz) et Rheinfels sur le Rhin.
Plus de quatorze comtes ou comtesses de Katzenelnbogen furent enterrés au Moyen Âge dans l'abbatiale d'Eberbach.
La branche allemande de cette famille s'éteignit en 1479, et le comté fut l'objet de lutte entre la Hesse et le Nassau. Attribué finalement à la Hesse, il fut partagé en 1557 par le testament de Philippe le Magnanime entre la Hesse-Darmstadt et le landgraviat de Hesse-Rheinfels. En 1583, la lignée de Hesse-Rheinfels s'éteignit et le landgraviat de Hesse-Cassel hérita de sa portion du Katzenelnbogen, ce qui lui permit de la réunir avec une autre portion du Katzenelnbogen qui lui était revenue par la branche de Hesse-Rotenbourg.
Le congrès de Vienne détacha cette partie du Katzenelnbogen du landgraviat de Hesse-Rheinfels-Rotenbourg pour la donner au Nassau à titre de compensation. Après la guerre austro-prussienne de 1866, le Katzenelnbogen fut, comme tout le Nassau, rattaché à la Prusse.
En 1945, la Hesse-Darmstadt fut réunie à la province de Hesse-Nassau pour former le nouveau Land de Hesse. La Hesse comprend donc de nos jours la plus grande partie de l'ancien comté de Katzenelnbogen, tandis qu'une petite partie, dont le château originel, fait partie de la Rhénanie-Palatinat (dans les arrondissements du Rhin-Lahn et de Westerwald).

## Personnalités liées à la ville
- Gertrud von Puttkamer (1881-1944), écrivaine allemande, y est morte.